# Памятник жертвам Форта VII (северный берег Русалки)

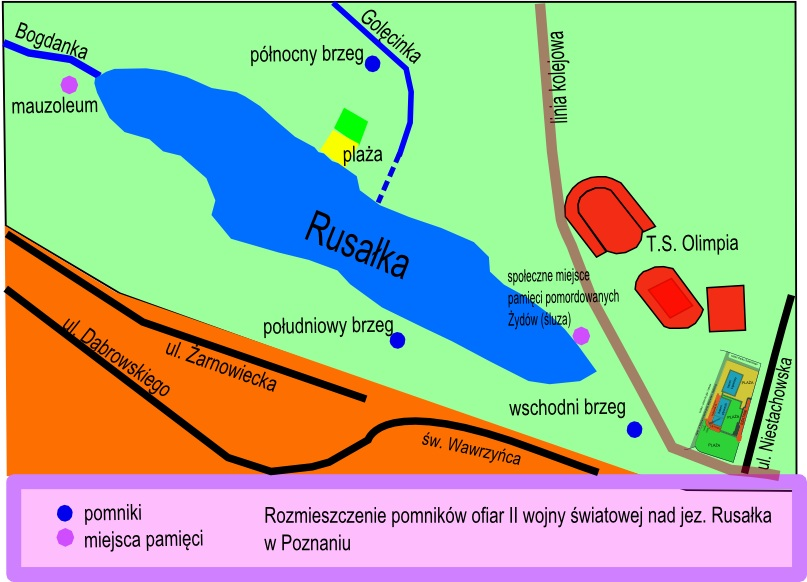
План памятников в окрестностях озера Русалка, Познань, Польша. Памятник 20 казнённым обозначен на плане под номером 2.

Памятник жертвам Форта VII (пол. Pomnik ofiar Fortu VII) — памятник в виде памятного камня, находящийся в Познани (Польша) на северной стороне озера Русалка около Голенчинского ручья. Памятник посвящён двадцати жертвам нацистского концентрационного лагеря Форт VII, убитым в 1940 году и является одним из четырёх памятников жертвам войны, расположенных в окрестностях озера Русалка.

## История
В последней четверти XIX века в Познани была построена Познанская крепость, состоящая из 18 фортов. В одном из этих фортов под номером № 7 с 1939 года по 1944 год существовал концентрационный лагерь Форт VII (нем. Fort VII KL, Konzentrationslager Posen), в котором по разным оценкам было уничтожено нацистами от 4500 до 20 тысяч польских граждан. Кроме концентрационного лагеря Форта VII в Познани находилась также тюрьма гестапо, находившаяся в доме солдат, в которой также производились убийства заключённых. Умершие в концентрационном лагере и убитые в тюрьме гестапо хоронились в окрестностях озера Русалка. С 1940 года возле Русалки нацисты стали также производить расстрелы заключённых.
На северной стороне озера Русалка возле Голенчинского ручья в апреле 1940 года было расстреляно около двадцати человек. Расстрелы производили военнослужащие СС.
На месте казни после II Мировой войны был установлен памятник в память жертв расстрела. Памятник представляет собой памятный камень, который в настоящее время окружают четыре металлических столбика, на которых ранее была укреплена ограждающая цепь. На памятном камне выбита надпись на польском языке:

«Miejsce uświęcone męczeńską krwią 20 bezimiennych mieszkańców Poznania więzionych w Forcie VII a potem w kwietniu 1940 roku straconych przez okupanta hitlerowskiego» («Это место освящено мученической кровью 20 безымянных жителей Познани, заключённых в Форте VII, а потом казнённых в апреле 1940 года гитлеровскими оккупантами»).